# Piluszowszczyzna
Piluszowszczyzna – dawna wieś. Tereny, na których była położona, leżą obecnie na Białorusi, w obwodzie witebskim, w rejonie brasławskim, w sielsowiecie Druja.
Dawna nazwa to Pieloszowszczyzna.

## Historia
W czasach zaborów w granicach Imperium Rosyjskiego.
W latach 1921–1945 wieś leżała w Polsce, w województwie nowogródzkim (od 1926 w województwie wileńskim), w powiecie brasławskim, w gminie Słobódka.
Według Powszechnego Spisu Ludności z 1921 roku zamieszkiwało tu 48 osób, 33 były wyznania rzymskokatolickiego, a 15 staroobrzędowego. Jednocześnie 33 mieszkańców zadeklarowało polską przynależność narodową, a 15 rosyjską. Było tu 11 budynków mieszkalnych. W 1931 w 13 domach zamieszkiwały 73 osoby.
Wierni należeli do parafii rzymskokatolickiej w Słobódce i prawosławnej w m. Kirylino. Miejscowość podlegała pod Sąd Grodzki w Brasławiu i Okręgowy w Wilnie; właściwy urząd pocztowy mieścił się w Drujsku.